# بريتسلاف دوليشي
بريتسلاف دوليشي (مواليد 26 سبتمبر 1928) هو لاعب كرة قدم. يلعب مع منتخب تشيكوسلوفاكيا لكرة القدم. سبق له أن لعب في كأس العالم لكرة القدم مع منتخب بلاده.

## روابط خارجية
- بريتسلاف دوليشي على موقع الاتحاد الدولي (مؤرشف)  (الإنجليزية)
- بريتسلاف دوليشي على موقع الاتحاد التشيكي (الإنجليزية)
- بريتسلاف دوليشي على موقع قاعدة بيانات كرة القدم.إي يو (الإنجليزية)
- بريتسلاف دوليشي على موقع ناشيونال فوتبول تيمز (الإنجليزية)
- بريتسلاف دوليشي على موقع عالم كرة القدم.نت (الإنجليزية)